# Седекіон (візантійський єпископ)
Седекіон (грец. Σεδεκίων) — Візантійський єпископ у 105–114 роках.
Седекіон змінив єпископа Плутарха в 105 році й пробув на цій посаді дев'ять років до 114 року. Він був на посаді під час переслідування християн імператором Траяном.